# Paso de Doña Juana
Paso de Doña Juana (Veracruz), ubicada en las costa del Golfo de México, a 3 kilómetros de la Playa Barra Juan Angel del municipio de Úrsulo Galván es una comunidad habitada actualmente con alrededor de 600 habitantes. Se cosecha principalmente caña de azúcar, frijol, maíz y entre sus especies animales se encuentran la iguana, zorrillo, coyotes, codorniz, palomas, otra actividad importante es la pesca, por su cercanía al rio actopan y ala playa Juan Angel. Cerca de la comunidad se encuentra el río La Linda lugar muy conocido por sus pueblos vecinos por ser un lugar para pasar el día de campo.
Muchos de los originarios de Paso de Doña Juana ha emigrado a los Estados Unidos de América en busca de una mejor vida para sus familiares, de ahí proviene gran parte de la economía del pueblo.